# 埃及阿拉伯航空
埃及阿拉伯航空（阿拉伯语：‎）是一家總部位於埃及亞歷山卓的航空公司，於2009年9月成立，它為阿拉伯航空的子公司。

## 航點
| 旗幟 | 城市     | 國家       | 機場名稱                    | 備註     |
|      | 亞歷山大 | 埃及       | 阿拉伯堡機場                | 樞紐機場 |
|      | 安曼     | 約旦       | 阿勒娅王后国际机场          |          |
|      | 科威特城 | 科威特     | 科威特國際機場              |          |
|      | 多哈     | 卡塔爾     | 哈马德国际机场              |          |
|      | 利雅得   | 沙特阿拉伯 | 哈立德国王国际机场          |          |
|      | 吉達     | 沙特阿拉伯 | 阿卜杜勒-阿齐兹国王国际机场 |          |
|      | 達曼     | 沙特阿拉伯 | 法赫德国王国际机场          |          |

## 外部連結
- 阿拉伯航空官方網站（页面存档备份，存于）（阿拉伯文）（英文）